# Joseph Dempsie
Joseph "Joe" Maxwell Dempsie (Liverpool, 22 de junio de 1987) es un actor inglés, más conocido por interpretar los papeles de Chris Miles en la serie de la cadena E4 Skins, y Gendry en Game of Thrones.

## Carrera
Joe recibió su formación como actor en la Central Junior Television Workshop, Nottingham. Dempsie también fue educado en la West Bridgford School en West Bridgford, Nottinghamshire.
La primera etapa de la producción de Dempsie incluye créditos en dramas médicos com Doctors, Peak Practice y Sweet Medicine, y también ciertos papeles en películas como One for the Road y Heartland. También apareció en Born and Bred y un drama documental de la BBC acerca del agricultor de Nortflok, Tony Martin.
En el 2007 forma parte del elenco protagónico de la serie juvenil Skins, junto a Nicholas Hoult, interpretando a Chris Miles durante las temporadas 1 y 2.
En 2011 comenzó a trabajar en la serie de la HBO Game of Thrones interpretando a Gendry, hijo bastardo del rey Robert Baratheon, habiendo aparecido en las tres primeras y en las dos últimas.

## Filmografía

### Películas
| Año  | Película                 | Papel           |
| ---- | ------------------------ | --------------- |
| 2002 | Heartlands               | Craig           |
| 2003 | One for the Road         | The 'TWOC'ers'  |
| 2009 | Spirited                 | Dean            |
| 2009 | The Damned United        | Duncan McKenzie |
| 2010 | Edge                     | Philip          |
| 2011 | Blitz                    | Theo Nelson     |
| 2011 | Happy Clapper            | Marshy          |
| 2014 | Monsters: Dark Continent | Frankie         |
| 2015 | Burn Burn Burn           | James           |
| 2017 | Dark River               | David           |
| 2018 | Been So Long             | Krestel         |

### Televisión
| Año                  | Título              | Papel                  | Cadena    | Notas                                                                              |
| -------------------- | ------------------- | ---------------------- | --------- | ---------------------------------------------------------------------------------- |
| 2000                 | Peak Practice       | Leon                   | ITV       | Temporada 10 Episodio 10 "Playing God"                                             |
| 2001                 | Doctors             | Lee Lindsay            | BBC       | Temporada 3 Episodio 1 "Sins of the Brother"                                       |
| 2003                 | Sweet Medicine      | Ben Campbell           | ITV       | Temporada 1 Episodio 2                                                             |
| 2004                 | Doctors             | Danny                  | BBC       | Temporada 6 Episodio 132 "Rabbit in the Headlights"                                |
| 2005                 | Born and Bred       | Humphrey 'Bogie' Locke | BBC One   | Temporada 4 Episodio 3 "Community Spirits"                                         |
| 2007–2008            | Skins               | Chris Miles            | E4        | Temporadas 1, 2                                                                    |
| 2008                 | Doctor Who          | Cline                  | BBC One   | Temporada 4 Episodio 6 "The Doctor's Daughter"                                     |
| 2008                 | Merlin              | William                | BBC One   | Temporada 1 Episodio 10 "The Moment of Truth"                                      |
| 2011                 | The Fades           | John                   | BBC Three | Temporada 1, 4 Episodios                                                           |
| 2011                 | Moving On           | Kieran Murphy          | BBC One   | Temporada 3, Episodio 5 "Poetry of Silence"                                        |
| 2011-2013, 2017-2019 | Game of Thrones     | Gendry                 | HBO       | Temporada 1-2 (Recurrente, 9 episodios) Temporada 3, 7-8 (Principal, 15 episodios) |
| 2012                 | Accused             | Martin Cormack         | BBC       | Episodio: Mo and Sue's Story                                                       |
| 2012                 | Murder              | Stefan                 | BBC Two   | Episodio: Joint Enterprise                                                         |
| 2013                 | Southcliffe         | Chris Cooper           | Channel 4 | Episodios: All Souls, Light Falls, The Hollow Shore.                               |
| 2014                 | New Worlds          | Ned                    | Channel 4 | 4 Episodios                                                                        |
| 2015                 | The Gamechangers    | Jamie King             | BBC       | Película para televisión                                                           |
| 2015                 | This is England 90' | Higgy                  | Channel 4 |                                                                                    |
| 2016                 | One of Us           | Rob Elliot             | Netflix   |                                                                                    |
| 2016                 | Ellen               | Jason                  |           |                                                                                    |
| 2018                 | Deep State          | Harry Clarke           | Fox       |                                                                                    |

### Radio
| Año  | Título                            | Papel         | Estación    |
| ---- | --------------------------------- | ------------- | ----------- |
| 2009 | Black Hearts in Battersea         | Simon         | BBC Radio 4 |
| 2010 | Once Upon A Time                  | Steven        | BBC Radio 4 |
| 2013 | Saturday Night and Sunday Morning | Arthur Seaton | BBC Radio 4 |
| 2016 | The Beach (Book at Bedtime)       | Narrator      | BBC Radio 4 |
| 2016 | Waiting for the Boatman           | Cecco         | BBC Radio 4 |

### Trabajo de voz
| Año  | Título                                          |
| ---- | ----------------------------------------------- |
| 2008 | Clearasil 'Lipstick' comercial                  |
| 2011 | Sky One                                         |
| 2017 | Final Fantasy XIV 'Warrior of Darkness, Arbert' |

### Apariciones
| Año  | Título                   | Cadena    | Notas                  |
| ---- | ------------------------ | --------- | ---------------------- |
| 2008 | Lily Allen and Friends   | BBC Three | Temporada 1 Episodio 5 |
| 2008 | The Friday Night Project | Channel 4 | Temporada 6 Episodio 5 |